# Festival de télévision de Monte-Carlo 2023
 (février 2025).
Si vous disposez d'ouvrages ou d'articles de référence ou si vous connaissez des sites web de qualité traitant du thème abordé ici, merci de compléter l'article en donnant les références utiles à sa vérifiabilité et en les liant à la section « Notes et références ».
Le Festival de télévision de Monte-Carlo 2023, 62e édition du festival, s'est déroulé du 16 au 20 Juin 2023.

## Palmarès

### Fiction
- Meilleur Film : Le Colosse Aux Pieds d'Argile, France
- Meilleure Série : Ten Pound Poms, Royaume-Uni, Australie
- Meilleure Création : The Seed, Allemagne, Norvège, Tchéquie
- Meilleure Actrice : Marie Reuther dans Chorus Girls, Danemark
- Meilleur Acteur : Warren Brown dans Ten Pound Poms, Royaume-Uni, Australie
- Prix Spécial du Jury : Le Colosse Aux Pieds d'Argile, France
- Prix du Public : The Seed, Allemagne, Norvège, Tchéquie

### Actualités
- Meilleur Grand Reportage d'Actualités : Life on the Donbas frontline, France
- Meilleur Film Documentaire : The Man Who Played with Fire, Royaume-Uni
- Prix Spécial du Jury : Nazanin, Royaume-Uni

### Prix Spécial Prince Rainier III
- Until The Last Drop, Pologne

### Prix Spéciaux
- Prix AMADE : Russia, The Stolen Children of Ukraine, France
- Prix de la Croix-Rouge Monégasque : Oasis of Peace, France